# Skåre BK
Skåre BK var en idrottsklubb från Karlstad. Klubben bildades 1935 som fotbollsklubb genom en sammanslagning av Skåre IK, Stjärnan och Örnen och på programmet var bara fotboll fram till 1950-talet då klubbens utveckling stagnerade p.g.a. att deras bästa spelare värvades till andra lag. Intresset för hockey ökade istället och under mitten av 50-talet började man spela hockey på Klarälven. Säsongen 1958/59 kunde Skåre BK för första gången anmäla ett lag till seriespel i division 4 östra. 1973 flyttade ishockeyn från gamla fotbollsplanen till Ilanda idrottsplats vilket var ett stort lyft. På 90-talet samarbetade man med Färjestads BK och spelade på Arena Centers lilla hall – Mässhallen. I och med detta samarbete förbättrades villkoren för klubben och A-laget gick upp i division 2 och lade grunden till spel i division 1 fr.o.m. 1999/2000.
Klubben spelade i röda tröjor, blåa byxor och röda damasker. De som var bäst spelade i Färjestad och de som inte platsade där spelade i Skåre, vilket var en princip som man använde på ungdomssidan. Skåre BK:s A-trupp brukade årligen vara väldigt ungt och brukade till stor del bestå av Färjestads före detta B-Juniorer. Färjestad saknade ett eget J20-lag sedan säsongen 01/02, för att istället slussa vidare sina talanger in i Skåres A-lag. 
Från och med säsongen 2011/2012 skaffade Färjestad sig ett J20-lag vilket betydde att Skåre fick problem att få ihop tillräckligt med spelare och valde därför att lägga ner hela seniorverksamheten på herrsidan efter säsongen 2011/2012. Istället valde klubben att satsa på sin damverksamhet. Säsongen 2011/2012 spelade damlaget sin första match i Division 2, vilket de vann o lyckades ta sig till Division 1.
Efter säsongen 2013/2014 fanns bland annat planer på att Skåre BK skulle gå ihop med klubbarna Nor IK och Karlstad HK för att bilda det "Nya" Karlstad Hockey, men så blev inte fallet då Skåre BK istället bedömde att de sportsliga fördelarna med flytta över verksamheten till Färjestad BK var större än en sammanslagning med andra klubbar skulle vara. Inför säsongen 2014/2015 meddelade man den 25 mars, 2014 att man har startat ett damlag i Färjestad BK genom införlivningen av Skåre BK.

## Säsonger i Division 1
| Säsong    | Division            | Placering | Vårserie                  | Playoff/Kval                                    |
| --------- | ------------------- | --------- | ------------------------- | ----------------------------------------------- |
| 1999/2000 | Division I Västra B | 1         | 1:a i Allettan Västra     | 1:a i kvalserien                                |
| 2000/2001 | Division I Västra B | 5         | 1:a i vårserien           | 4:a i förkval                                   |
| 2001/2002 | Division I Västra B | 8         | 2:a i vårserien           |                                                 |
| 2002/2003 | Division I Västra B | 6         | 2:a i vårserien           |                                                 |
| 2003/2004 | Division I Västra B | 3         | 1:a i Allettan Västra     | 2:a i förkval, 6:a i kvalserien                 |
| 2004/2005 | Division I Västra   | 6         |                           |                                                 |
| 2005/2006 | Division 1E         | 6         |                           |                                                 |
| 2006/2007 | Division 1E         | 5         | 1:a i vårserien           |                                                 |
| 2007/2008 | Division 1E         | 3         | 6:a i Allettan Södra      |                                                 |
| 2008/2009 | Division 1E         | 3         | 3:a i Allettan Södra      | Playoff: Besegrar Karlskrona, utslagna av Valbo |
| 2009/2010 | Division 1E         | 1         | 6:a i Allettan Södra      |                                                 |
| 2010/2011 | Division 1E         | 9         | 2:a i fortsättningsserien |                                                 |